# Cristian Osvaldo González
Cristian Osvaldo González (26 de febrero de 1998, Uriangato, Guanajuato, México) es un futbolista mexicano que juega como Defensa lateral para el Club Jaiba Brava de la Liga de Expansión MX.

## Trayectoria

### Atlas FC
Llegó al Atlas FC en el año 2013 para jugar en la categoría Sub-13, después logró ascender a las categorías Sub-17 y Sub-20. Su debut oficial con el primer equipo se dio el 31 de enero del 2017 en un partido de Copa MX ante Mineros de Zacatecas entrando de cambio al minuto 45', al final el encuentro terminó en empate a un gol.
Debutó en Primera División con el Club Atlas de Guadalajara el 6 de mayo del 2017 en el Clausura 2017 en la derrota de su equipo de 1 a 0 frente Jaguares de Chiapas.

### Club Necaxa
El 14 de junio de 2023 se hace oficial su llegada al Club Necaxa.

## Estadísticas

### Clubes
Actualizado al último partido jugado el 1 de noviembre de 2024.
| Atlas F. C. · México              | 1.ª                 | 2017                | 3   | 0 | 2  | 0 | - | - | 5   | 0 | 0.00 |
| Atlas F. C. · México              | 1.ª                 | 2017-18             | 5   | 0 | 4  | 0 | - | - | 9   | 0 | 0.00 |
| Atlas F. C. · México              | 1.ª                 | 2018-19             | 0   | 0 | 2  | 0 | - | - | 2   | 0 | 0.00 |
| Atlas F. C. · México              | Total               | Total               | 8   | 0 | 8  | 0 | 0 | 0 | 16  | 0 | 0.00 |
| C. D. Veracruz · México           | 1.ª                 | 2019                | 2   | 0 | -  | - | - | - | 2   | 0 | 0.00 |
| C. D. Veracruz · México           | Total               | Total               | 2   | 0 | 0  | 0 | 0 | 0 | 2   | 0 | 0.00 |
| Dorados de Sinaloa · México       | 2.ª                 | 2019-20             | 2   | 0 | 5  | 0 | - | - | 7   | 0 | 0.00 |
| Dorados de Sinaloa · México       | Total               | Total               | 2   | 0 | 5  | 0 | 0 | 0 | 7   | 0 | 0.00 |
| Tepatitlán F. C. · México         | 2.ª                 |                     |     |   |    |   |   |   |     |   |      |
| Tepatitlán F. C. · México         | 2.ª                 | 2020-21             | 35  | 2 | -  | - | - | - | 35  | 2 | 0.06 |
| Tepatitlán F. C. · México         | 2.ª                 | 2021-22             | 32  | 0 | -  | - | - | - | 32  | 0 | 0.00 |
| Tepatitlán F. C. · México         | 2.ª                 | 2022-23             | 31  | 4 | -  | - | - | - | 31  | 4 | 0.13 |
| Tepatitlán F. C. · México         | Total               | Total               | 98  | 6 | 0  | 0 | 0 | 0 | 98  | 6 | 0.06 |
| C. Necaxa · México                | 1.ª                 | 2023                | 7   | 0 | -  | - | 2 | 0 | 9   | 0 | 0.00 |
| C. Necaxa · México                | Total               | Total               | 7   | 0 | 0  | 0 | 2 | 0 | 9   | 0 | 0.00 |
| Tlaxcala F. C. · México           | 2.ª                 | 2024                | 13  | 0 | -  | - | - | - | 13  | 0 | 0.00 |
| Tlaxcala F. C. · México           | 2.ª                 | 2024-25             | 13  | 0 | -  | - | - | - | 13  | 0 | 0.00 |
| Tlaxcala F. C. · México           | Total               | Total               | 26  | 0 | 0  | 0 | 0 | 0 | 26  | 0 | 0.00 |
| Total en su carrera               | Total en su carrera | Total en su carrera | 148 | 6 | 13 | 0 | 2 | 0 | 163 | 6 | 0.03 |
| (1) Incluye datos de Copa México. |                     |                     |     |   |    |   |   |   |     |   |      |

## Palmarés

### Campeonatos nacionales
| Título               | Club          | País   | Año     |
| -------------------- | ------------- | ------ | ------- |
| Liga de Expansión MX | Tepatitlán FC | México | C-2021  |
| Campeón de Campeones | Tepatitlán FC | México | 2020-21 |